# Paul Neff (Ringer)
Paul Neff (* 10. Januar 1938 in Schifferstadt) ist ein ehemaliger deutscher Ringer. Er war zweimaliger Vizeeuropameister.

## Werdegang
Paul Neff begann bereits als Kind in der Pfälzer Ringerhochburg Schifferstadt mit dem Ringen. Er war ein Mannschaftskollege und Freund von Wilfried Dietrich, dem erfolgreichsten Schifferstadter Ringer aller Zeiten. Neff wurde in Schifferstadt von Albert Ferber und Jakob Schelhorn zu einem hervorragenden Ringer im freien Stil und im griechisch-römischen Stil ausgebildet, der später bei seinen internationalen Wettkämpfen den freien Stil bevorzugte. 1954 und 1955 wurde er jeweils deutscher Vizemeister bei der Jugend (Klassen bis 45 kg bzw. 50 kg Körpergewicht). 1958 wurde er erstmals deutscher Meister bei den Senioren im Fliegengewicht, freier Stil, dem er im Laufe seiner Karriere noch 17 weitere deutsche Meistertitel hinzufügte.
1957 gab Neff bei der Weltmeisterschaft in Istanbul im Fliegengewicht, freier Stil, mit einem guten 6. Platz seinen Einstand bei internationalen Ringermeisterschaften. Bei den Olympischen Spielen 1960 in Rom verpasste Neff nach drei Siegen und zwei Niederlagen gegen Masayuki Matsubara aus Japan und Ahmet Bilek aus der Türkei, die in der Endabrechnung Silber und Gold gewannen, mit dem 4. Platz nur knapp eine Medaille. Den 4. Platz belegte Neff auch bei der Weltmeisterschaft 1961 in Yokohama im Fliegengewicht, freier Stil.
Bei den Olympischen Spielen 1964 in Tokio lief es für Neff nicht so gut, denn er verlor seine beiden Kämpfe, schied schon nach der 2. Runde aus und landete auf dem 16. Platz. Bei der Weltmeisterschaft 1965 in Manchester gelangen ihm zunächst drei Siege, ehe er in der 4. Runde gegen den Ungarn László Ölveti verlor und so auf den 6. Platz kam.
1966 schaffte Neff bei der Europameisterschaft in Karlsruhe dann der erste Medaillengewinn bei einer internationalen Meisterschaft. Im Fliegengewicht gelangen ihm vier Siege, darunter einer über den sowjetischen Starter Ramazan Samedow. Im Finale gegen den Türken Mehmet Esenceli verlor Neff knapp nach Punkten und gewann dadurch die Silbermedaille.
Sehr gute Leistungen zeigte Neff auch bei der Europameisterschaft 1967 in Istanbul. Im dortigen Hexenkessel schaffte er einen klaren Punktsieg über Titelverteidiger Mehmut Esenceli und rang gegen Jürgen Kalkowski aus der DDR und Baju Baew aus Bulgarien unentschieden. Durch eine sehr unglückliche Konstellation, die Spitzenringer besiegten sich gegenseitig, kam Neff aber nur auf den undankbaren 4. Platz, während der von ihm besiegte Esenceli sogar wieder Europameister wurde. Auch bei der Weltmeisterschaft des gleichen Jahres in Neu-Delhi war Neff durch Siege über Europameister Esenceli und Vizeeuropameister Banju Baew auf dem Weg zu einer Medaille, unterlag aber in der 5. Runde dem späteren Weltmeister Oh Jung-Yong aus Nordkorea und kam auf den 5. Platz.
Bei den Olympischen Spielen 1968 in Mexiko-Stadt gelangen Neff drei Siege, ehe er nach einem Unentschieden gegen Mehmet Esenceli durch eine Niederlage gegen den Mongolen Süchbaataryn Sürendschaw ausscheiden musste und den 7. Platz belegte.
1968 wurde Neff in Skopje erneut Vizeeuropameister. Er besiegte auf dem Weg dazu u. a. den sowjetischen Starter Sekriladze und gewann erneut gegen Mehmet Esenceli, während er im Finale gegen seinen alten Konkurrenten Banju Baew knapp nach Punkten verlor.
Mit zwei 5. Plätzen bei der Weltmeisterschaft in Mar del Plata im griechisch-römischen Stil und im freien Stil im Bantamgewicht und einem 6. Platz bei der Weltmeisterschaft 1971 in Edmonton im freien Stil im Fliegengewicht schloss Neff seine erfolgreiche Karriere ab.
Mit seinem Verein, dem VfK Schifferstadt erkämpfte sich Paul Neff zwischen 1959 und 1971 viermal die deutsche Mannschafts-Meisterschaft. Für den VfK Schifferstadt wirkte Neff nach Beendigung seiner aktiven Ringerlaufbahn jahrelang als erfolgreicher Trainer.

## Internationale Erfolge
(OS = Olympische Spiele, WM = Weltmeisterschaft, EM = Europameisterschaft, F = freier Stil, GR = griechisch-römischer Stil, Fl = Fliegengewicht, Ba = Bantamgewicht, damals bis 52 kg bzw. 57 kg Körpergewicht)
- 1957, 6. Platz, WM in Istanbul, F, Fl, mit einem Sieg über Anton Locher, Schweiz, einem Unentschieden gegen Hossain Shaighi, Iran und einer Niederlage gegen Riyouji Yoshida, Japan;
- 1960, 4. Platz, OS in Rom, F, Fl, mit Siegen über André Zoete, Frankreich, Dieter Gröning, Australien und Carlo Vitrano, Italien und Niederlagen gegen Masayuki Matsubara, Japan und Ahmet Bilek, Türkei;
- 1961, 4. Platz, WM in Yokohama, F, Fl, mit einem Sieg über Traya, Philippinen und Niederlagen gegen Ali Alijew, UdSSR und Nasrollah Soltaninejhad, Iran;
- 1961, 9. Platz, WM in Yokohama, GR, Fl, nach Niederlagen gegen Armais Sajadow, UdSSR und Burhan Bozkurt, Türkei;
- 1963, 9. Platz, WM in Sofia, F, Fl, mit einem Sieg über Muhamad Niaz-Din, Pakistan und Niederlagen gegen Stojko Malow, Bulgarien und Ali Alijew;
- 1964, 16. Platz, OS in Tokio, F, Fl, nach Niederlagen gegen Malwa, Indien und Tschimedbadsaryn Damdinscharaw, Mongolei;
- 1965, 6. Platz, WM in Manchester, F, Fl, mit Siegen über Jürgen Möbius, DDR, Tschimedbadsaryn Damdinscharaw und Karol Laszlo, Tschechoslowakei und einer Niederlage gegen László Ölveti, Ungarn;
- 1966, 2. Platz, EM in Karlsruhe, F, Fl, mit Siegen über Kjell Fernström, Schweden, Josuf Josufow, Bulgarien, Leszlaw Kropp, Polen und Ramazan Samedow, UdSSR und einem Unentschieden gegen Mehmet Esenceli, Türkei;
- 1966, 6. Platz, WM in Toledo/USA, F, Fl, mit Siegen über Timo Hankomäki, Finnland und John Krause, Südafrika, einem Unentschieden gegen Chasen Jafari, Iran und einer Niederlage gegen Tariel Alibegaschwili, UdSSR;
- 1967, 4. Platz, EM in Istanbul, F, Fl, mit Siegen über Mehmet Esenceli und Vincenzo Grassi, Italien und Unentschieden gegen Jürgen Kalkowski, DDR und Baju Baew, Bulgarien;
- 1967, 5. Platz, WM in Neu-Delhi, F, Fl, mit Siegen über André Gaudinot, Frankreich und Mehmet Esenceli, einem Unentschieden gegen Baju Baew und einer Niederlage gegen Oh Jung-Yong, Nordkorea;
- 1968, 2. Platz, EM in Skopje, F, Fl, mit Siegen über Petros Triantafilidis, Griechenland, Sekriladze, UdSSR, Mehmet Esenceli und André Gaudinot und einer Niederlage gegen Baju Baew;
- 1968, 7. Platz, OS in Mexiko-Stadt, F, Fl, mit Siegen über Wanelgen Castillo, Panama, Márton Erdős, Ungarn und Florentino Martinez, Mexiko, einem Unentschieden gegen Mehmet Esenceli und einer Niederlage gegen Süchbaataryn Sürendschaw, Mongolei;
- 1969, 11. Platz, EM in Sofia, F, Ba, nach Niederlagen gegen Zivko Jankovic, Jugoslawien und Niculae Dumitru, Rumänien;
- 1969, 5. Platz, WM in Mar del Plata, F, Ba, nach einem Unentschieden gegen Masao Hattori, Japan und Mehdi Angaran, Iran und einer Niederlage gegen Dave Hazewinkel, USA;
- 1969, 5. Platz, WM in Mar del Plata, GR, Ba, mit seinem Sieg über Karl Staric, Kanada und Niederlagen gegen Abutaleb Talebi, Iran und Iwan Schawow, Bulgarien;
- 1970, 10. Platz, EM in Berlin, F, Ba, nach Niederlagen gegen Hassan Karaman, Türkei und Pawel Maljan, UdSSR;
- 1971, 6. Platz, WM in Edmonton, F, Fl, mit einem Sieg über David Stitt, USA und Niederlagen gegen Sudesh Kumar, Indien und Ali Rıza Alan, Türkei

## Deutsche Meisterschaften
- 1955, 3. Platz, F, Fl, hinter Fritz Stange, Untertürkheim und Georg Schwaiger, Bad Reichenhall
- 1956, 3. Platz, GR, Fl, hinter Fritz Stange und Walter Idler, Stuttgart-Münster,
- 1957, 2. Platz, F, Fl, hinter Fritz Stange und vor Georg Schwaiger,
- 1958, 2. Platz, GR, Fl, hinter Erwin Trouvain, Heusweiler und vor Walter Idler,
- 1958, 1. Platz, F, Fl, vor Erwin Trouvain und Siegfried Betz, Stuttgart-Plieningen,
- 1959, 2. Platz, GR, Fl, hinter Erwin Trouvain und vor Rolf Lacour, Köllerbach,
- 1959, 1. Platz, F, Fl, vor Rolf Lacour und E. Lienig, Gottmadingen,
- 1960, 1. Platz, GR, Fl, vor Fritz Stange und Rolf Lacour,
- 1960, 1. Platz, F, Fl, vor Rolf Lacour und Hans Hommer, Koblenz,
- 1961, 1. Platz, GR, Fl, vor Rolf Lacour und Karl Dodrimont, Untertürkheim,
- 1961, 1. Platz, F, Fl, vor Rolf Lacour und Franz Tempes, Schorndorf,
- 1962, 2. Platz, F, Fl, hinter Rolf Lacour und vor Karl Dodrimont,
- 1963, 1. Platz, F, Fl, vor Rolf Lacour und Hans Hommer,
- 1964, 1. Platz, GR, Fl, vor Werner Schachner, Neu-Isenburg und Hans Hommer,
- 1964, 1. Platz, F, Fl, vor Rolf Lacour und Dieter Kammerer, Hornberg,
- 1965, 1. Platz, GR, Fl, vor Rolf Lacour und Werner Schachner,
- 1965, 1. Platz, F, Fl, vor Rolf Lacour und Hans Hommer,
- 1966, 1. Platz, GR, Fl, vor Rolf Lacour und Erwin Drywa, Witten,
- 1966, 2. Platz, F, Fl, hinter Rolf Lacour und vor Richard Hört, Hösbach,
- 1967, 1. Platz, F, Ba, vor Walter Behring, Nürnberg und Franz Tempes,
- 1968, 1. Platz, GR, Ba, vor Fritz Stange und Franz Tempes,
- 1968, 1. Platz, F, Ba, vor Karl Dodrimont und Hans-Jürgen Veil, Ludwigshafen am Rhein,
- 1969, 1. Platz, F, Ba, vor Bruno Steinmetz, Mainz und Hans-Jürgen Veil,
- 1970, 1. Platz, GR, Ba, vor Hans-Jürgen Veil u Emil Müller, Mainz,
- 1970, 1. Platz, F, Ba, vor Bruno Steinmetz und Walter Haun, Rotenbuch,
- 1971, 3. Platz, F, Ba, hinter Emil Müller und Eduard Giray, Freiburg im Breisgau
- 1972, 2. Platz, F, Ba, hinter Eduard Giray und vor Emil Müller

## Gesamtdeutsche Olympia-Qualifikationsturniere
- 1960, 1. Platz, F, Fl, vor Rolf Lacour, Epperlein, Aue und Hartmut Puls, Potsdam,
- 1960, 1. Platz, GR, Fl, vor Fritz Stange, Eckhard Thorun, Leipzig und Heinz Witt, Jena,
- 1964, 1. Platz, F, Fl, vor Jürgen Kalkowski, Halle